# Caiguna
Caiguna ist ein kleiner Ort im Südosten des australischen Bundesstaats Western Australia.

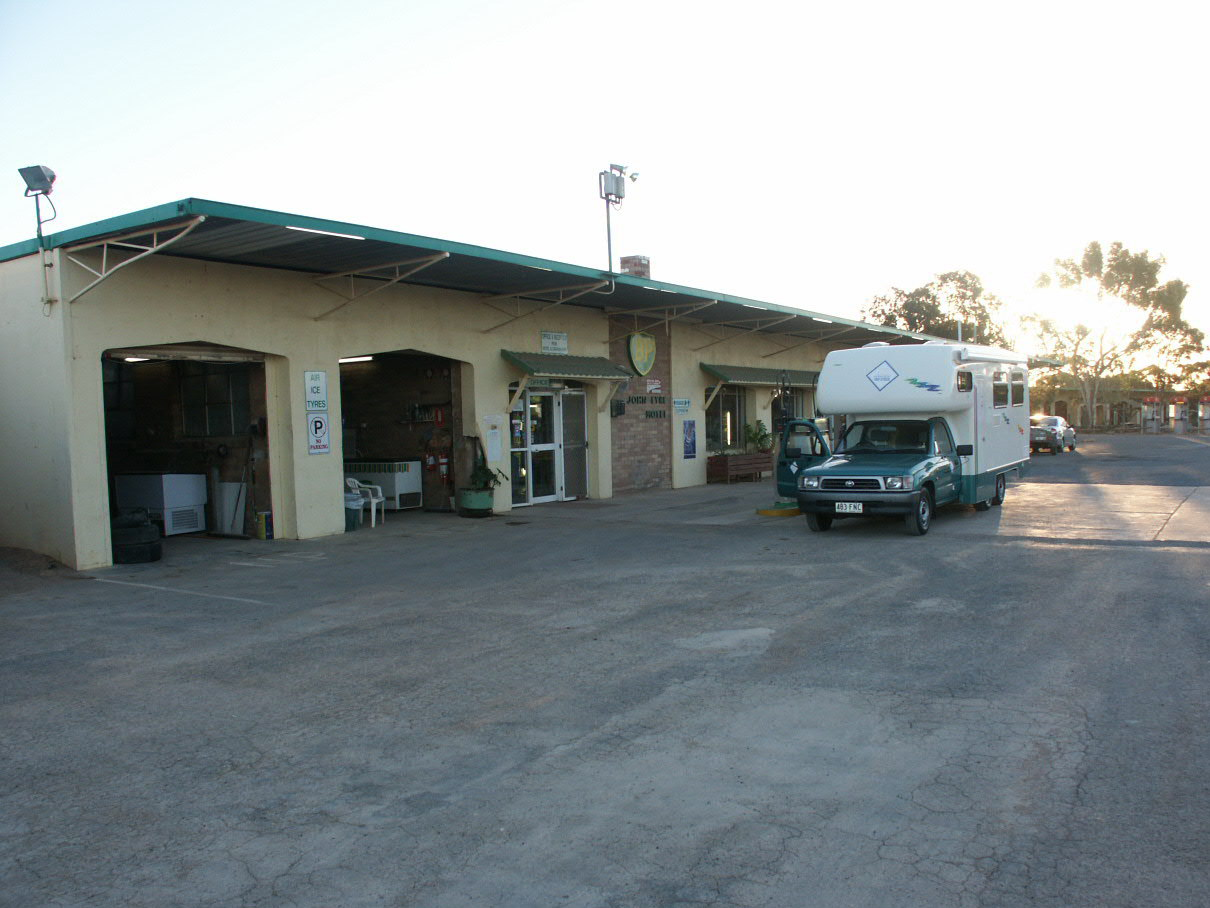
John Eyre Motel in Caiguna

Der Ort liegt 373 Kilometer von der Stadt Norseman und 146 Kilometer von Balladonia entfernt.
Der Name Caiguna bedeutet in der Sprache der Aborigine „Weg der Speere“. Gegründet wurde Caiguna im Jahre 1962 als eine Zwischenstation für das Verkehrsaufkommen anlässlich der Commonwealth Games in Richtung Perth. Zehn Kilometer vom Ort entfernt befindet sich ein Mahnmal für John Baxter, der am 29. April 1841 an diesem Ort von zwei Mitgliedern der Eyre-Expedition ermordet wurde. Das Mahnmal wurde 1930 von der Western Australian Historical Society errichtet.
Im Westen von Caiguna beginnt der Streckenabschnitt 90 mile straight auf dem Eyre Highway, der mit 146,6 Kilometern die längste kurvenlose Straße Australiens ist und nach Balladonia führt.

In Caiguna gibt es einen Caravanpark, ein Motel und Restaurant und eine Servicestation, die 24 Stunden am Tag geöffnet ist. Unweit des Ortes befindet sich eine Landepiste. Der Ort ist im Jahr 2009 nicht mehr als eine Versorgungsstation.